# The Many Saints of Newark
The Many Saints of Newark  (titulada: Santos criminales en España y Los santos de la mafia en Hispanoamérica) es una película estadounidense de drama criminal dirigida por Alan Taylor y escrita por David Chase y Lawrence Konner, como una precuela de la serie dramática sobre mafiosos, Los Soprano. La película está protagonizada por Alessandro Nivola, Jon Bernthal, Vera Farmiga, Corey Stoll, Billy Magnussen, Michael Gandolfini y Ray Liotta. Está ambientada en la década de 1960 en Newark, Nueva Jersey, durante los disturbios de Newark y sigue una violenta guerra de pandillas desde la perspectiva del mafioso Dickie Moltisanti y su sobrino adolescente, Tony Soprano. 
Warner Bros. Pictures y New Line Cinema obtuvieron los derechos para producir The Many Saints of Newark junto a HBO Films. La película tuvo su estreno mundial en Tribeca Fall Preview el 22 de septiembre de 2021 y se estrenó en cines en los Estados Unidos el 1 de octubre, junto con un lanzamiento simultáneo de un mes en el servicio de transmisión HBO Max. La película recibió críticas generalmente positivas de los críticos, y muchos elogiaron las actuaciones de Gandolfini y Nivola, aunque algunos criticaron el guion. Durante su estreno en cines, la película recaudó 13 millones de dólares con un presupuesto de 50 millones de dólares, pero fue un éxito de transmisión en HBO Max y contribuyó a un aumento en la audiencia de Los Soprano.

## Trama
En 1967, un joven Tony Soprano viaja con su mentor, Dickie Moltisanti, para darle la bienvenida a casa al padre de Dickie, "Hollywood Dick" Moltisanti, y a su nueva esposa italiana, Giuseppina. Moltisanti es un soldado de la familia criminal DiMeo, que también está formada por el padre de Tony Johnny Soprano y su hermano Junior, Silvio Dante, Paulie Walnuts, Pussy Bonpensiero y "Buddha", el padre de Pussy. Después de que un taxista negro es asaltado y robado por agentes de policía blancos, estallan disturbios en Newark. El socio negro de Dickie, Harold McBrayer, mata a un saqueador y se ve obligado a huir a Carolina del Norte; para escapar de cargos criminales. Antes de irse, recibe 500 dólares de parte de Dickie como regalo.
En un carnaval, Tony ve a Johnny y Junior arrestados por participar en actos violentos durante los disturbios. Johnny es sentenciado a cuatro años de prisión por agresión con arma mortal. Durante una discusión, Hollywood Dick patea a Giuseppina por unas escaleras. Cuando Dickie se entera, se enfrenta a él. Una discusión conduce a un altercado físico en el que Dickie mata a su padre en un ataque de ira; encubre el asesinato arrojando el cuerpo en un almacén e incendiando el edificio.
Agobiado por la culpa, Dickie visita al hermano gemelo de su padre, Sally, que cumple cadena perpetua en prisión por matar a otro hombre de su propia familia. También comienza a ver a Giuseppina como su comare. En la escuela primaria, Tony es suspendido de la escuela por iniciar una operación de juego, y Dickie hace que Tony Pinkie le prometa que seguirá las reglas.
A principios de 1972, Johnny sale de prisión y Harold regresa a Newark decidido a formar una familia criminal negra. Giuseppina también tiene una aventura con Harold después de pelear con Dickie. Harold mata a uno de los hombres de Dickie y les roba el dinero de la extorsión. Dickie y su equipo torturan e interrogan al lugarteniente de Harold, Cyril, con una llave de impacto antes de matarlo a tiros. Luego, Harold y su pandilla se involucran en un tiroteo desde un vehículo con el equipo de Johnny Boy, durante el cual Buda muere. Harold y Dickie se enfrentan, pero ambos se van cuando escuchan las sirenas de la policía.
Después de que Tony roba las respuestas de su examen de geometría, el consejero escolar le dice a la madre de Tony, Livia , que tiene un alto coeficiente intelectual de Stanford-Binet y los rasgos de personalidad de un líder Myers-Briggs. La consejera también relata cómo Tony le contó sobre una época en la que su madre lo abrazó y le leyó un libro sobre Sutter's Mill y cómo era uno de sus mejores recuerdos. Livia intenta mostrar su afecto por Tony, pero menciona que su médico quería recetarle antidepresivos. Cuando Tony sugiere tomarlo, ella se enfada con él. En el velorio de Buda, Tony le pregunta a Dickie si podría conseguirle a Elavil para su madre, pero Dickie duda.
Después del velorio, Junior resbala y cae en los escalones de la iglesia, lo que hace que Dickie se ría a carcajadas en su cara, lo que enfurece a Junior. Dickie se reencuentra con Giuseppina y promete financiar un salón de belleza para que ella lo dirija. Durante un paseo por la playa, confiesa su romance con Harold. Dickie enfurecido la ahoga en el océano. Dickie vuelve a visitar a Sally. Sally dice que todas las personas cercanas a Dickie terminan muertas tarde o temprano y que él debería mantenerse al margen de la vida de Tony.
Dickie escucha el consejo de Sally y comienza a evitar a Tony, negándose a verlo o contestar sus llamadas. Tony, enojado, arroja los parlantes que Dickie le dio por la ventana. Más tarde esa noche, Silvio anima a Dickie a reconciliarse con Tony, y Dickie cede. Antes de que pueda llegar a casa, Dickie es asesinado por un agresor desconocido por orden de Junior.
En el velorio de Dickie, se revela que Dickie adquirió el Elavil para Tony y lo tenía en su bolsillo cuando lo mataron. Tony mira con tristeza el cadáver de Dickie y se imagina haciéndole otra promesa de meñique, como lo habían hecho los dos años antes. Algún tiempo después, Harold se muda a un barrio blanco.

## Reparto
- Alessandro Nivola - Dickie Moltisanti
- Leslie Odom Jr. - Harold McBrayer
- Vera Farmiga - Livia Soprano
- Jon Bernthal - Johnny Soprano
- Corey Stoll - Junior Soprano
- Ray Liotta - "Hollywood Dick" Moltisanti y Salvatore "Sally" Moltisanti, hermanos gemelos
- Michela De Rossi - Giuseppina Moltisanti
- Michael Gandolfini - Tony Soprano
- William Ludwig - Joven Tony Soprano
- Billy Magnussen - Paulie Walnuts
- John Magaro - Silvio Dante
- Michael Imperioli - Christopher Moltisanti (voz)
- Samson Moeakiola - Pussy Bonpensiero
- Joey Diaz - Buddha, padre de Pussy
- Germar Terrell Gardner - Cyril
- Alexandra Intrator - Janice Soprano
- Mattea Conforti - Joven Janice Soprano
- Gabriella Piazza - Joanne Moltisanti
- Lesli Margherita - Iris Balducci
- Talia Balsam - Mrs. Jarecki
- Kathryn Kates - Angie DeCarlo
- Nick Vallelonga - Carmine Cotuso
- Ed Marinaro - Jilly Ruffalo
- Robert Vincent Montano - Artie Bucco
- Matteo Russo - Joven Artie Bucco
- Chase Vacnin - Jackie Aprile
- Oberon K.A. Adjepong - Frank Lucas
- Lauren DiMario - Adolescente Carmela De Angelis

## Producción

### Desarrollo
Los orígenes de lo que finalmente tomó forma como The Many Saints of Newark sucedieron cuando David Chase terminó la escuela de cine, teniendo la idea de hacer una película sobre cuatro personas blancas que vivían en Newark, Nueva Jersey, y que se unieron a la Guardia Nacional para evitar ser reclutadas en la Armada para la Guerra de Vietnam solo para ser enviada a los disturbios de Newark de 1967, aunque la película no se produjo. Tras el lanzamiento de Los Soprano, el creador de Oz, Tom Fontana, sugirió que Chase escribiera una película centrada en el padre de Tony Soprano, Giovanni "Johnny Boy" Soprano ambientada en las décadas de 1930 o 1940. Sin embargo, la idea finalmente decayó debido a la falta de interés de Chase.
Chase descartó la idea de continuar la historia de Los Soprano en junio de 2017, al mismo tiempo que expresó interés en una precuela de la serie. Anteriormente se había opuesto a la idea de hacer una película basada en Los Soprano, especialmente una secuela de la serie, dado que James Gandolfini murió en 2013, pero se interesó en Newark debido a los disturbios de Newark de 1967 y sus vínculos familiares con la ciudad: "Estaba interesado en Newark y la vida en Newark en ese momento... Solía ir allí todos los sábados por la noche para cenar con mis abuelos. Pero lo que más me interesó fue la infancia de Tony. Estaba interesado en explorar eso", reconociendo que una película precuela podría explorar el período de la vida de Tony que glorificó en los primeros episodios del programa.
Chase dijo que la historia principal se centra en los disturbios de Newark de 1967 y las tensiones raciales entre las comunidades italoestadounidense y afroestadounidense. El mayor desafío de Chase durante la escritura fue la inclusión de muchas historias para diferentes personajes; Algunos aspectos de esas historias se eliminaron durante la edición para permitir que las historias "tomaran forma" dentro de la narrativa general de la película.
Se anunció oficialmente en marzo de 2018 que se realizaría una película precuela, con Chase escribiendo el guion. El presidente de New Line, Toby Emmerich, declaró: "David es un narrador magistral y nosotros, junto con nuestros colegas de HBO, estamos encantados de que haya decidido revisar y ampliar el universo Soprano en una película".  A Chase no le preocupaba alienar a audiencias desconocidas para el programa; para él y Konner, su intención era contar una historia criminal dramática realista y respetable, bajo los "auspicios" de Los Soprano. 
En julio de 2018, Alan Taylor, quien anteriormente dirigió los episodios de la serie, fue contratado para dirigir la película. Chase le ofreció a Taylor dirigir la película un día mientras almorzaban juntos, sintiendo que Taylor había trabajado en los mejores episodios del programa y había le dio "el mayor problema". En contraste con el programa, Taylor sintió que Chase permitía un mayor control creativo sobre la película que cuando dirigía el programa, ya que Chase pasó la mayor parte del tiempo describiendo la historia secuestrada en la habitación del escritor.

### Casting
En noviembre, Alessandro Nivola fue elegido para protagonizar la película. En enero de 2019, Chase, mientras discutía el vigésimo aniversario de la serie, reveló que un joven Tony Soprano aparecería en la película. Jon Bernthal, Vera Farmiga, Corey Stoll y Billy Magnussen fueron incorporados al reparto ese mismo mes. Michael Gandolfini, hijo de James Gandolfini, fue elegido para el papel del joven Tony. Ray Liotta se unió al elenco en febrero, con John Magaro, Leslie Odom Jr. y Michela De Rossi uniéndose en marzo.
Edie Falco filmó escenas como su personaje Carmela Soprano que estaban destinadas a iniciar la película, pero sus escenas fueron cortadas. Taylor explicó: "Hubo cierta confusión sobre cuál es la mejor manera de iniciar la película. Cómo comenzar la película. Así que intentamos algunas cosas y esa fue una de ellas. Si has visto la película, verás que la comenzamos". de una manera muy diferente ahora, pero esa no siempre fue la idea".

### Rodaje
El rodaje comenzó el 3 de abril de 2019 en Brooklyn y se trasladó a Newark en mayo. Concluyó en junio de 2019,  con un presupuesto de 50 millones de dólares.  Branford Place, una calle de Newark, se transformó para adaptarse al período de los disturbios de la década de 1960, incluidos escaparates detallados, la antigua marquesina del Adams Theatre y el letrero de neón de Hobby's Delicatessen.  El oficial de policía retirado de Newark, Luther Engler, actuó como asesor técnico de la película.
El rodaje también tuvo lugar en Bloomfield.  Satriale's Pork Store apareció en Los Soprano y fue recreada en Paterson. Las nuevas filmaciones planificadas se detuvieron al inicio de la pandemia de COVID-19,  y la producción finalmente regresó para nuevas filmaciones en septiembre de 2020, durante las cuales los realizadores filmaron algunos aspectos importantes que mejoraron la historia de la película. 
La película utiliza los disturbios de Newark de 1967 como telón de fondo de las tensiones entre las comunidades italiana y negra.  Para representar con precisión los disturbios, Taylor recreó directamente algunas de las tomas de la película a partir de fotografías de archivo y metraje del evento. 
Durante la postproducción, hubo algunas conversaciones serias sobre si la descripción de la película de los disturbios de Newark seguiría pareciendo apropiada a raíz de las protestas de George Floyd, pero Taylor concluyó que el tratamiento de los disturbios en la película evitaría controversias.  Christopher Tellefsen trabajó como editor de la película. El proceso de edición tomó más tiempo de lo esperado debido al impacto de la pandemia de COVID-19 en la industria cinematográfica, aunque Taylor sintió que el período extendido les ayudó a él y a Chase a discutir en qué consistiría el montaje final de la película.

## Estreno
Se estrenó el 1 de octubre de 2021. Originalmente iba llegar el 25 de septiembre de 2020 pero debido a la pandemia de Covid-19, se retrasó al 12 de marzo de 2021 y luego al 24 de septiembre del mismo año.